# Aliens vs. Predator: Requiem
Aliens vs. Predator: Requiem è un videogioco d'azione in terza persona uscito esclusivamente per PlayStation Portable, sviluppato dalla Rebellion Developments e pubblicato dalla Sierra Entertainment nel novembre 2007 in America del Nord ed Europa, e dicembre 2007 in Australia. Aliens vs. Predator: Requiem è un tie-in del film omonimo, che era stato distribuito poco tempo prima.

## Trama
Il giocatore impersona il Predator che, arrivato sulla Terra, deve fermare la diffusione degli Xenomorfi sul Pianeta ed eliminare ogni loro traccia per far sì che l'essere umano non si accorga di nulla. Purtroppo entrambi i piani non vanno a buon fine e ormai gli xenomorfi prendono sempre più piede, uccidendo gli esseri umani per nutrirsi e per riprodursi nei loro ventri attraverso gli Stringifaccia. La città diventa una polveriera, dove militari e carri armati tentano in tutti i modi di difendersi dall'invasione aliena.
Il Predator dunque ha come nemici alieni, militari, poliziotti, un carro armato ed un elicottero. E' compito del Predator eliminare tutte queste minacce lasciando però in vita il più alto numero di civili indifesi possibili salvandoli dagli attacchi degli alieni.
Nel finale di gioco il Predator abbatte l'elicottero e lascia la Terra. Mentre è in volo all'interno della sua navicella, sgancia delle bombe verso il Pianeta così da eliminare ogni forma aliena rimasta.